# A Kovács Kati (album)
Kovács Kati tizenkilencedik albuma. 1992-ben jelent meg válogatásalbum az 1967 és 1976 között megjelent kislemezekből.

## Dalok
1. Mit remélsz (Fontana–Greco–Pez–Migliacci–Vándor Kálmán ISWC: T-005.001.072-4
2. Egy hamvasarcú kisgyerek (Morgan–Vándor Kálmán) ISWC: T-003.020.360-1
3. Mammy blue (Geraud–Trimm–Tardos Péter)
4. Szívkirály (Savio–Bigazzi–Vándor Kálmán)
5. Jaj, nem vigyáztam! (Koncz Tibor–S.Nagy István)
6. Menjünk világgá (Koncz Tibor–Sztevanovity Dusán)
7. Hull a hó a kéklő hegyeken (Aldobólyi Nagy György–Tóth Bálint) ISWC: T-007.031.112-4
8. Arcok a sötétben (Koncz Tibor–S.Nagy István)
9. Átmentem a szivárvány alatt (Tolcsvay Béla–Sáfár Zsolt)
10. Egy nyáron át… (Legrand–Bergman–Bradányi Iván)
11. Ninna Nanna (Albertelli–Riccardi–Vándor Kálmán)
12. A pesti férfi (Koncz Tibor–Szenes Iván)
13. Találkozás egy régi szerelemmel (Gábor S.Pál–Szenes Iván) T-007.004.406-2
14. Rózsák a sötétben (Pace–Panzeri–Vándor Kálmán) ISWC T-005.008.803-3
15. Bolond az én szívem (Savio–Armando Ambrosino–Vándor Kálmán) ISWC: T-005.669.672-0
16. Egy nagy szerelem (Giuseppe Faiella = Peppino di Capri–Gianni Wright–Vándor Kálmán) ISWC: T-005.005.029-7
17. A régi ház körül (Aldobólyi Nagy György–Szenes Iván) ISWC: T-007.001.346-5
18. Bolond pár (Koncz Tibor–Sztevanovity Dusán)
19. Én igazán szerettelek (Bágya András–Szenes Iván) ISWC: T-007.002.470-2
20. Nézlek, amíg alszol (Victor Máté–Huszár Erika)

## Klip
A Mit remélsz? c. dalból videóklip készült.